# Kökény Tibor
Kökény Tibor (Debrecen, 1970. december 27. –) magyar pszichológus, jógaoktató, sportpszichológus.

## Származása
Debrecenben, egy kétgyermekes család elsőszülötteként látott napvilágot. Szülei: Kökény Tibor és Rácz Anna, húga: Kökény Ida.

## Iskolái
Debrecenben végezte iskoláit: Ságvári Endre Általános Iskola, Tóth Árpád Gimnázium, majd a Kossuth Lajos Tudományegyetem Bölcsészettudományi Karán szerzett pszichológus és pszichológus angol-magyar szakfordító diplomát 1998-ban.

## Pályája
A debreceni Kenézy Gyula Kórház és Rendelőintézet akkor még Bem téri, Dr. Oláh Róza vezette Gyermek- és Ifjúságpszichiátriai Osztályán kezdett dolgozni részmunkaidőben pszichológusként 1999-ben. Ezzel szinte egyidőben a Varga utcai Felnőtt Pszichiátriai Gondozóban is pszichológusként dolgozott felnőtt betegekkel 2002-ig. Párhuzamosan 2000 decemberétől a Debreceni Egyetem Pszichológiai Intézetének oktatója volt a Személyiség- és klinikai lélektani tanszéken. Oktatott tárgyai a személyiséglélektan, pszichodiagnosztika, krízislélektan tárgyköreibe tartoztak. Egyetemi oktatói tevékenységét 2011 szeptemberéig folytatta.
2004-2006 között Debrecenben felnőttképzésben oktatott lélektani témákat újságíró és grafológus hallgatóknak.
2005-ben dolgozott pszichológusként Heves Város és Kistérség Nevelési Tanácsadójában.
2006-tól EU-s Kommunikációs Szakértőként a szilárdhulladék gazdálkodást modernizáló projekt keretében a ZALASIPA Hulladékgazdálkodási Társulást erősítette.
2011-től a nyíregyházi folyékony hulladék gazdálkodást kibővítő Nyíregyháza és térsége szennyvízelvezetési és szennyvíztisztítási programja keretében dolgozott EU-s szakértőként 2015-ig.
2015 elejétől 2016 közepéig a Ferencvárosi TC Kézilabda Szakosztályánál dolgozott a sportolók teljesítményjavításán. 2018-tól a Testnevelési Egyetem Pszichológia és Sportpszichológia Tanszékén dolgozik különböző tárgyak oktatójaként

## Sport
A 2012-es londoni olimpia előtt egy évvel Risztov Éva, későbbi olimpiai bajnok megkereste a Debrecenben működő Ganga Baráti Kör jógaegyesületét, hogy edzései mellett jógagyakorlással is szeretné fokozni a formáját. Különórák keretében a Debreceni Sportuszoda egyik termében heti kétszer gyakoroltak Kökény Tiborral. A jógagyakorlás portfóliója nyújtásokat, relaxációt és személyre szabott légzéstechnikát tartalmazott.
2013-ban Máthé Gábor teniszező felkészülését segítette a szófiai Siketlimpiára. A közös munka lélektani önismereti munkát, sportpszichológiai módszereket, jóga ászanákat, relaxációt és személyre szabott légzéstechnikát tartalmazott. A jól időzített közös munka és a komoly edzések eredményeként Máthé Gábor szettveszteség nélkül siketlimpiai aranyérmet nyert Szófiában.
A Ferencváros női kézilabdásait 2015 januárjától segítette, ahol a felnőtt csapat megnyerte a bajnokságot a 2014/2015-ös évadban. Több sportolóval  dolgozott, többek között futás, cselgáncs, sakk, szuper-moto, vívás számokban induló versenyzők szerepelnek támogatottjai között. 2019-ben Huszti Katát, a TV2 extrémsport vetélkedőjének, az Exatlonnak a győztesét készítette fel előzetesen a versenyre.

## A civil szférában
Az 1990-es évek elejétől nonprofit módon egyetemi hallgatói és civil tevékenységekben önkéntesként dolgozik. Alapítója a debreceni központú Ganga Baráti Körnek, mellyel a nonprofit hozzáállású jógaoktatóik segítségével a rendszeres jógatanfolyamok mellett több nemzetközi programot szerveztek 2001 óta a cívisvárosban és a régióban. Alapító elnöke a budapesti székhelyű Magyar Országos Jóga Uniónak, mely 2008-2014 között 6 évfolyam során mintegy 70 jógaoktatót képzett. Alapítója a Sadhana Stúdió Alapítványnak. Elnökségi tagja a debreceni Holnapom Egyesületnek. Egyik fő szervezője volt a szombathelyi 2009-es Világbéke Konferenciának. Résztvevője a 2015-ös, Bécs ENSZ főhadiszállásán megrendezett World Peace Summit-nak.

## További végzettségek, foglalkozások
Újságírói végzettsége mellett a Jóga a mindennapi életben rendszer nemzetközi jógaoktatója, és magyar Rekreációs sportoktatói végzettséggel rendelkezik. Craniosacralis terápia 1. és 2. szintű végzettséget 2012-13-ban szerzett. Alkalmazott módszerként a Marshall Rosenberg nevéhez kötődő Erőszakmentes Kommunikációt (EMK) is alkalmazza. További technikája a gestalt pszichológia keretein belül alkalmazott belső kommunikáció az üres szék technika segítségével. Valamint relaxációt (autogén tréning és jóga nidra), KIP-et (katatím imaginatív pszichoterápia), NLP-t (neuro-lingvisztikus programozás) alkalmaz munkája során.

## Publikációi
Közéleti és tudományos publikációi és könyvei többféle témában jelentek meg. Ide tartoznak az egészséges táplálkozás, a jóga és testgyakorlás, a https://www.hrportal.hu/hr/menedzser-titkok-nyomaban-20180412.html tanácsadás, a pszichológia és életmód témakörei. Blogján rendszeresen publikál a fenti témákban és ezen túl a sportolókkal végzett munka során szerzett tapasztalatairól.Több mint 10 éven keresztül főszerkesztője a Gjána Gangá nyomtatott jógamagazinnak, valamint jógamestere, Mahamadaleshwar Paramhans Swami Maheshwarananda internetes megjelenésű oldalának egyik cikkírója. Tudományos publikációi lélektani, táplálkozási és sport témákban jelentek meg angol és magyar nyelven. A nemzetközi szerkesztőség tagja a havi megjelenésű spirituális jóga témájú Vishwa Deep Divya Sandesh magazinnak.

## Egyéb
Debrecenben nyílt délutános interjút készített Varga Tamás kétszeres olimpiai bajnok vízilabdázóval.
Több előadást is tartott országszerte a fenti témákban Debrecenben, Paloznakon, Esztergomban, Budapesten, Érden.
Többször járt Indiában, ahol 1998-ban és 2000-ben 5 és 4 hónapon keresztül végzett önkéntes munkát a Jóga a mindennapi életben ásramjaiban, főként a Kélás falujában lévő zarándokhely központban.
2010-ben életmentő, sürgősségi agyműtétet hajtottak végre nála, mely a továbbiakban inspirációt jelentettek egy könyv megírásához, és a légzés terápiás hatásait kihasználó egyéni terápiás kezelések kialakításához. A légzéstechnikákat mind sportolók, mind döntéshozók, mind laikusok támogatására, koncentrációs képesség növelésére, belső stresszek oldására használja.

## Interjúk Kökény Tiborral
Pszichológiai témában és a sportolókkal kapcsolatban jelentek meg vele készített interjúk.